# Amilcare Zanella

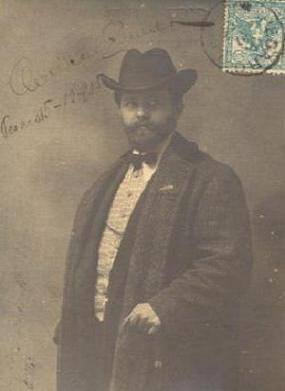
Amilcare Zanella (1905)

Amilcare Zanella (* 26. September 1873 in Monticelli d’Ongina; † 9. Januar 1949 in Pesaro) war ein italienischer Pianist und Komponist.

## Leben und Werk
Amilcare Zanella studierte bis 1891 in Cremona und Parma unter anderem bei Giovanni Bottesini. Er ging 1892 mit einer italienischen Operntruppe auf eine Südamerikatournee. Ab 1901 konzertierte Amilcare Zanella als Pianist und Dirigent in Italien. Ab 1903 war er Direktor des Konservatoriums in Parma. Von 1905 bis 1939 wirkte er als Nachfolger von Pietro Mascagni als Direktor des Liceo musicale Gioachino Rossini in Pesaro.
Amilcare Zanella komponierte die Opern Aura (Pesaro 1910), Sulamita (Piacenza 1926), Il revisore (Triest 1940), Adolfo, Osanna, I due sergenti (alle letztgenannten nicht aufgeführt). Zudem komponierte er zwei Symphonien für Orchester und Kammermusik.